# Maison de bière dans l'Égypte antique
| W22 |

| W22 |

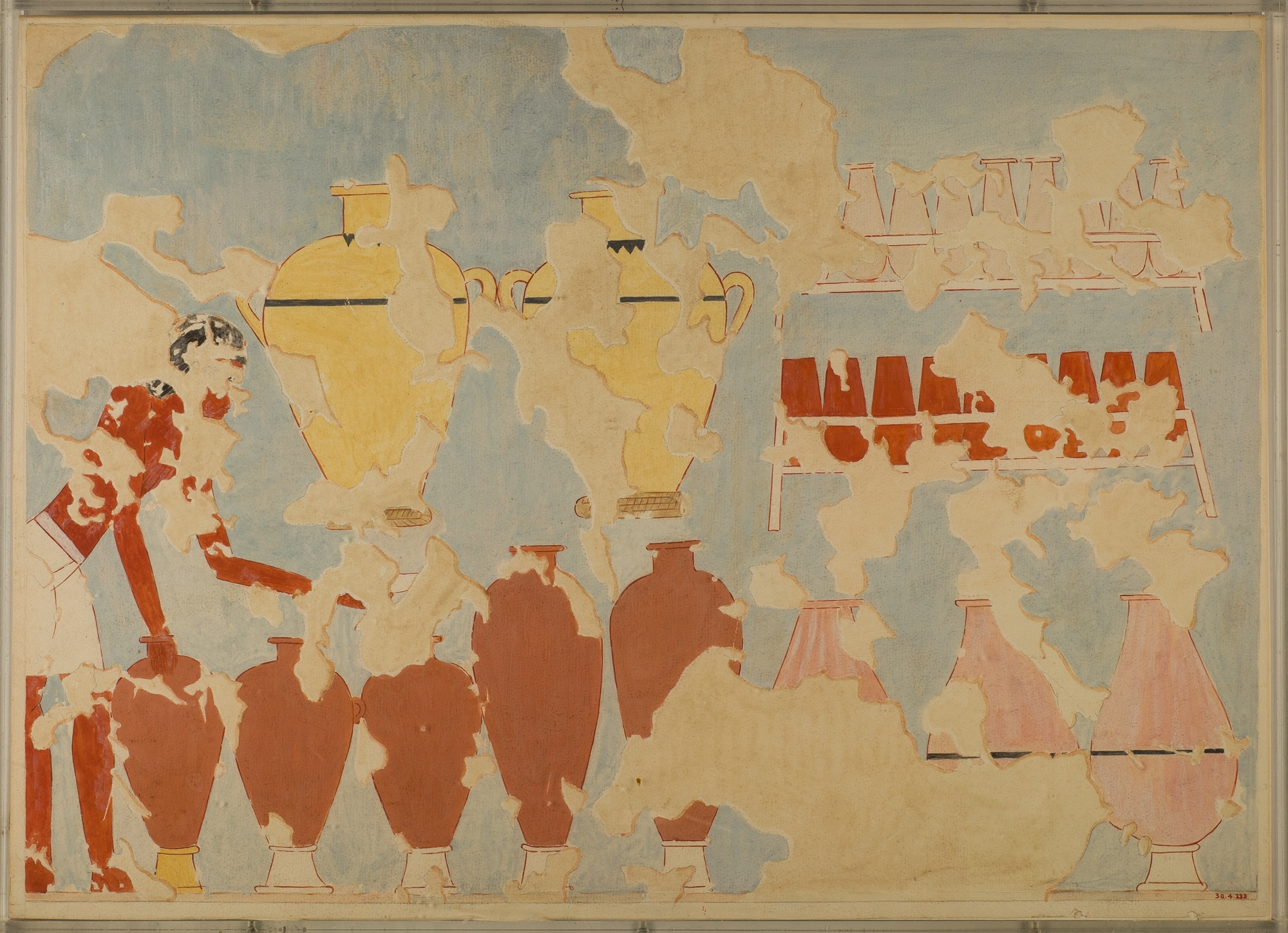
Entrepôt de vin et bière, tombe de Nebamon (TT179).

Les maisons de bière sont dans l'Antiquité, les cabarets et les maisons closes des grandes villes égyptiennes. Dans l'Égypte antique, on boit de la bière (heneqet) en toutes circonstances : aux champs, à bord des bateaux, lors des réceptions et, bien sûr, dans les cabarets des villes.
La bière était appelée heneqet (hnqt), hqt (heqet) ou tenemu (tnmw) . Il existait notamment un autre type de bière appelé kha ahmet.
La bière ou le zythum fait aussi bien le bonheur de Pharaon que celui du simple paysan ou de l'artisan citadin. Elle est élaborée avec du froment ou de l'orge et des dattes, dont le sucre assure la fermentation du breuvage.

## Fabrication de la bière

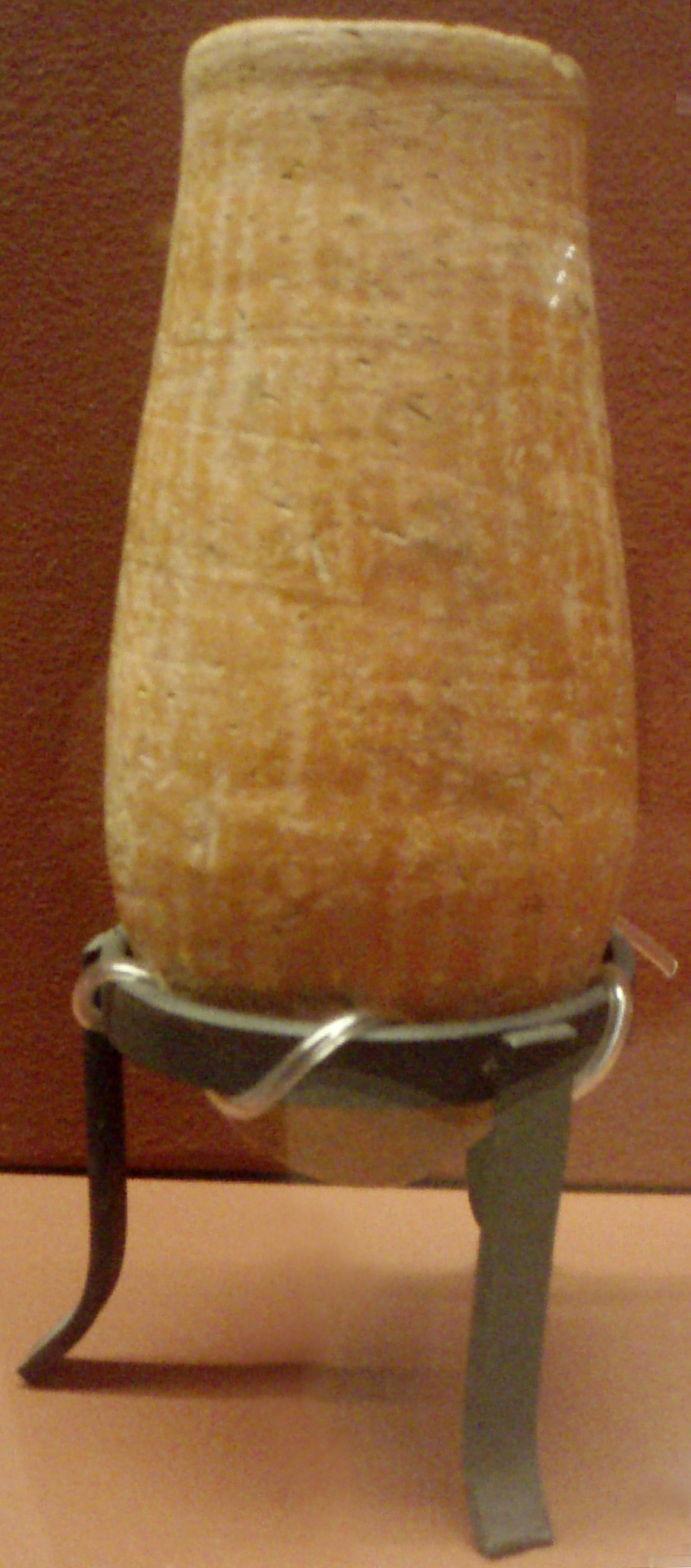
Jarre à bière égyptienne

Dans un four identique à celui du boulanger, le brasseur et ses aides versent des pâtons frais dans des moules brûlants. Cette opération nécessite beaucoup de soin, car la pâte, faite avec du froment ou de l'orge, ne doit y séjourner que le temps de faire dorer la croûte, l'intérieur devant rester cru. Les pains ainsi confectionnés sont émiettés dans une grande cuve remplie d'un liquide sucré préparé avec de l'eau et des dattes. Un brasseur entre dans la cuve et piétine la préparation jusqu'à ce que le mélange soit homogène.
Au bout de quelques jours, quand la fermentation a lieu, le contenu de la cuve est transvasé dans de grandes jarres. Une passoire retient les plus gros morceaux de pain gorgés de bière, qu'un brasseur presse comme une éponge afin d'en extraire le précieux liquide.
La bière se conservant assez bien, elle est stockée dans des amphores fermées par un bouchon de paille et d'argile humide, ou par une petite assiette et un peu de plâtre. Il ne reste plus au brasseur qu'à apposer son signe distinctif indiquant le lieu et la date de fabrication.
Bien que la plupart des Égyptiens fabriquent leur propre bière, le trafic des bateaux chargés d'amphores est intense sur le Nil : ils approvisionnent les villes, les cabarets et les villas des riches Égyptiens, qui font venir leur boisson favorite d'une maison réputée, car, comme pour le vin, il existe des crus différents, selon la teneur en sucre et le savoir-faire du brasseur.
Pour être consommée, la bière est versée dans des cruches de un ou deux litres, et les amateurs la boivent dans des gobelets en pierre, en métal ou en terre cuite. La bière brune est la plus courante, la blonde étant réservée aux fêtes.

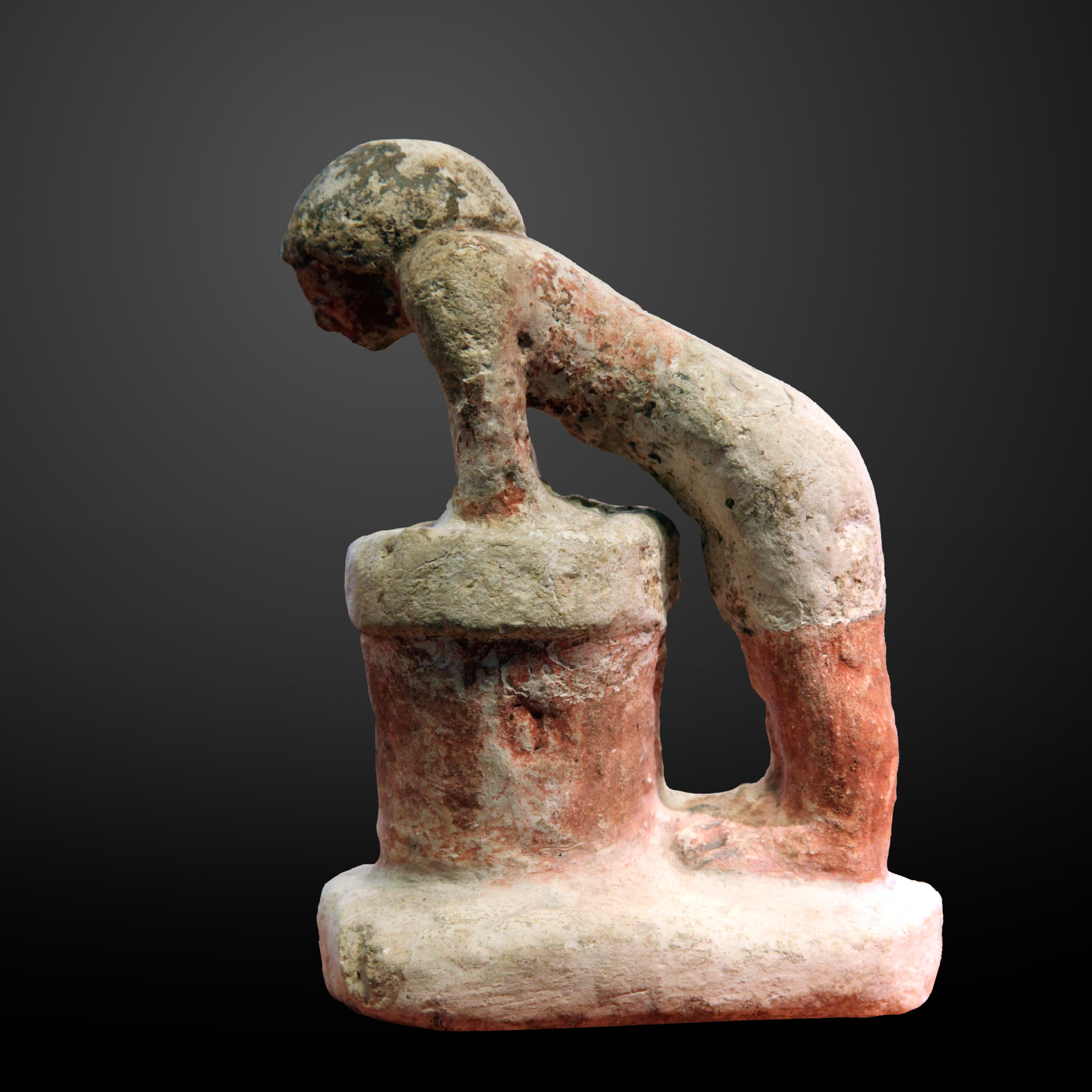
Terre cuite représentant un brasseur de bière, Égypte, - 2200 av. J.-C.

La bière à base d'orge ou de blé est encore fabriquée de nos jours sur les bords du Nil, où elle est connue sous le nom de boza.

## Découvertes récentes
En mai 2019, des chercheurs et microbiologistes israéliens parviennent à recréer une bière dite « bière des pharaons » avec une teneur en alcool de 6 % et un hydromel à 14 % à partir de souches de levures datant d'il y a environ 3 000 ans et retrouvées dans des jarres antiques découvertes sur des sites archéologiques dans le centre d'Israël dans la région de Jérusalem, à Tel Aviv ainsi que dans le désert du Néguev, qu'ils ont brassées selon les méthodes modernes. Les chercheurs de l'Autorité des antiquités israéliennes et les trois universités du pays qui ont participé à l'expérience se sont aperçus que l'une des levures découvertes ressemblait à celle utilisée dans la bière traditionnelle du Zimbabwe et une autre à celle utilisée dans la fabrication du t’edj, un hydromel éthiopien,. C'est la première fois au monde que des chercheurs parviennent à recréer des aliments de cette époque antique.
Mostafa Waziri, secrétaire général du Conseil général des antiquités égyptiennes, a annoncé que la « plus vieille brasserie à grande échelle au monde » a été découverte début 2021, par une mission archéologique égypto-américaine sur le site d’Abydos. La brasserie est composée de huit « unités de production » d'environ quarante grandes bassines en terre cuite disposées en deux rangées, permettant la production « en même temps » de 22 400 litres de bière selon Matthew Adams, qui a dirigé la mission archéologique.